# Towarzystwo Akcyjne Telefonów Cedergren

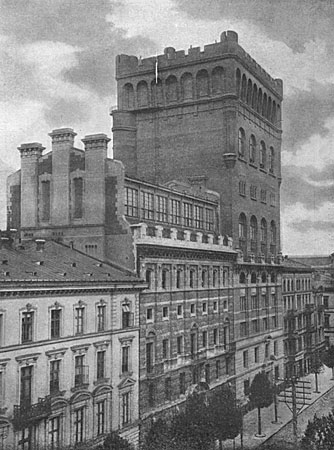
Sąsiadujące ze sobą budynki Towarzystwa Cedergren przy ul. Zielnej 37 i 39

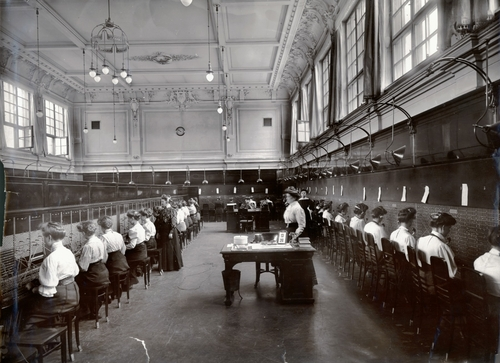
Telefonistki w siedzibie spółki przy ul. Zielnej 37 (1904)

Towarzystwo Akcyjne Telefonów Cedergren – polska filia szwedzkiego towarzystwa akcyjnego założonego przez Henrika Tore Cedergrena, z siedzibą przy ul. Próżnej 10, a następnie przy ul. Zielnej 37 w Warszawie.
W 1922 majątek przedsiębiorstwa został wniesiony do Polskiej Akcyjnej Spółki Telefonicznej.

## Opis
Po wygaśnięciu 20-letniej koncesji amerykańskiej spółki Bell International Company, w listopadzie 1901 Towarzystwo otrzymało od rządu rosyjskiego na 18 lat koncesję na rozbudowę i eksploatację sieci telefonicznej w Warszawie. Warszawska stacja telefoniczna liczyła wtedy 2248 aparatów, a przedsiębiorstwo zatrudniało 42 telefonistki. Towarzystwo Cedergren odkupiło od Bella sieć wraz z infrastrukturą przy ul. Próżnej 10, gdzie działało do 1904, tj. do zakończenia budowy nowej centrali telefonicznej przy ul. Zielnej 37. W 1910 zakończono budowę sąsiadującego z pierwszym budynkiem wysokościowca pod nr 39.
Towarzystwo wydawało co roku książkę telefoniczną. Pod koniec 1911, tj. po 10 latach funkcjonowania „Cedergrena” liczba aparatów wynosiła ponad 25 000, a łączna liczba zatrudnionych przekraczała 1000 osób (w tym 435 telefonistek). Od początku istnienia Towarzystwa Cedergren do śmierci w 1916 stanowisko naczelnego dyrektora stacji telefonicznej sprawował szwedzki inżynier Torsten Vingqvist.
Po wygaśnięciu koncesji w listopadzie 1919, Ministerstwo Poczt i Telegrafów wyraziło zgodę na przedłużenie przez Cedergren eksploatacji sieci, 1 stycznia 1921 wprowadzono tymczasowy zarząd składający się z przedstawicieli rządu i towarzystwa, a następnie powołano Polską Akcyjną Spółkę Telefoniczną (PAST), która 1 lipca 1922 uzyskała koncesję na 25 lat. W nowo powołanej spółce Skarb Państwa i „Cedergren” otrzymały po 3/7 akcji, a 1/7 akcji zostało przeznaczonych do sprzedaży osobom prywatnym (zostały one później także wykupione przez szwedzkiego akcjonariusza).
Od pierwszych liter nazwy nowej spółki wniesiony do niej zespół budynków „Cedergrenu” przy ul. Zielnej 37/39 zaczął być nazywany PAST-ą.